# ستيفن تي أوينز
ستيفن تي أوينز (بالإنجليزية: Stephen T. Owens)‏ هو محامي أمريكي، ولد في 1948.